# Giovanni Antonio Tani
Giovanni Antonio Tani (Pescia, 1660 – 1730) è stato uno stuccatore e architetto italiano.

## Biografia
Nacque da Giuseppe di Salvestro Tani, originario di Pistoia, e da Maria di Gabriello Monzoni. È ricordato come “architetto” da Innocenzo Ansaldi nel tardo '700 e come “professore di architettura” negli scritti novecenteschi di Carlo Stiavelli. Nella documentazione archivistica viene spesso rammentato nella veste di un abile stuccatore di apparati architettonici, operando prevalentemente nella città di Pescia. La sua prima opera documentata risale al 1672, la progettazione dell'interno e la decorazione a stucco dell’altare maggiore per la chiesa di San Domenico a Pescia, che doveva ospitare la tavola commissionata a Roma a Carlo Maratta. Altro edificio pesciatino su cui lasciò la propria impronta fu il santuario della Santa Maria Maddalena, che lo vide impegnato a partire dal 1688. La fabbrica di maggior rilievo di questi anni, che lo vedrà impegnato come stuccatore e come progettista, è la chiesa di San Francesco di Paola dei Padri Minimi. Nel 1702 assistette allo scavo delle nuove fondazioni e nel marzo del 1703 fornì il modello dell’edificio. Altra prova di originalità fu data nella realizzazione del nuovo altare maggiore e del soffitto ligneo della chiesa della Madonna di Piè di Piazza. A partire dal 1712 è impegnato attivamente nel cantiere della chiesa della Santissima Annunziata dei Barnabiti. Al 1717 risale la progettazione del Teatro degli Affiliati, oggi Teatro Giovanni Pacini. A partire dal 1719 prendevano avvio i lavori di ristrutturazione del corpo di fabbrica della chiesa di San Francesco, che proseguirono fino al 1725. Ultima progettazione riguardò la chiesa di San Giuliano, attigua al monastero delle Visitandine.